# Rohr Magdolna

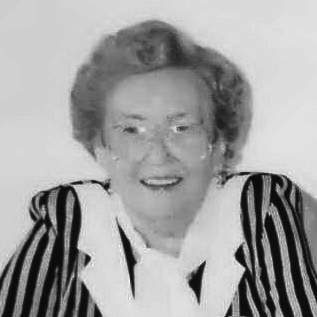
Pintér Károlyné Rohr Magdolna (foto Tóth István)

Rohr Magdolna, Pintér Károlyné (Bátaszék, 1928. december 24. – 2007.) Gulag-túlélő, az Alapítvány a Gulagokban Elpusztultak Emlékének Megörökítésére alapítója.

## Letartóztatása és elítélése
1945. szeptember 23-án, még tizenhét éves kora előtt a szovjet katonai elhárítás két embere letartóztatta és elvitte. Mint a kihallgatás során kiderült, a „bűne” mindössze annyi volt, hogy korábban megismerkedett Herczeg Istvánnal, aki 1945 nyarán disszidálni akart, de elfogták. Mivel a fiú jegyzetfüzetében szerepelt Rohr Magdolna, Marczin Borbála és Tiefenbeck Kornél neve, a fiatalokat négyszemélyes bűnszövetkezetnek tekintették, amelynek tagjait kémkedéssel, hazaárulással és a szovjetek elleni szervezkedéssel vádolták. Először egy Üllői úti laktanyában, majd Szombathelyen, végül az ausztriai Kismartonban tartották fogva. Mivel az ostrom alatt a bevonuló orosz katonák megerőszakolták, rettegésében mindent aláírt. 
1946. január 31-én a 7. Szovjet Gárdahadsereg katonai törvényszéke tízévi, javító-nevelő munkatáborban letöltendő szabadságvesztésre ítélte a társaival együtt. Mivel az orosz nyelvű tárgyaláson tolmács nem volt, kézzel mutatták nekik a tíz évet.

## AGulagon
Februárban bevagonírozták őket, és három és fél hétig tartó úton Lembergbe szállították. Itt anyaszült meztelenre vetkőztették őket, és leborotválták a szőrzetüket. Két hét múlva továbbvitték Donbaszra, a doni szénmedencébe, majd egy másfél hónapos újabb szállítással a szibériai Tajset elosztólágerbe került. Útközben maláriát kapott, de tífuszra gyanakodtak, ezért kopaszra nyírták és kininnel kezelték. A gyógyulása után a bratszki lágerbe vitték vasútvonalat építeni, később Zajarszkba mentek: a 400 kilométeres távot gyalog tették meg két hét alatt. 1948-ban az egyik jóindulatú őr segítségével tudott hírt adni magáról a családjának, addig nem tudták, hogy mi van vele. 
Napi tizenkét órát dolgoztatták nehéz fizikai munkával az útépítéstől a kőbányászásig és a fairtásig. Latrinát kellett üríteniük lapáttal, télen csákánnyal. Egy konzervdoboznyi vízzel mosakodtak, télen a hóban. Naponta hetvenöt deka élelmet kaptak. Az éhezéstől és a piszoktól tojás nagyságú gennyes daganatok keletkeztek a lábai között. Tüzelőjük nem mindig volt, ilyenkor csak a pufajka védte a hidegtől, ezen viselte „J-322” azonosítószámát.
Sztálin halála után, 1953 júniusában a magyar foglyokat visszaszállították Lembergre, hogy hazajöhessenek, de Rákosi Mátyás hónapokig nem akarta átvenni őket. Végül november végén értek Magyarországra, ahol Radvánszky Károly akkori belügyminiszter-helyettes megfenyegette őket: „Ha bárkinek beszélnek a múltról, akkor ugyanott találják magunkat, ahol voltak!”

## Magyarországra visszatérve
Hazatérése után férjhez ment Pintér Károlyhoz, akivel a Gulagon ismerkedett meg.
Ő az alapítója A Gulagon Elpusztultak Emlékének Megörökítésére Alapítványnak, mely a budapesti V. kerületi Honvéd téren 1993-ban emlékművet állíttatott a Gulag áldozatainak. A carrarai márványból és ólomból készített alkotást Veszprémi Imre készítette.